# Bracketing (foto)
Bracketing er det at tage flere fotografier af samme motiv med forskellige indstillinger af kameraet. Det er praktisk i situationer, som gør det meget svært at opnå et tilfredsstillende billede med ét skud, især når en lille variation i eksponering har en stor indflydelse på billedets kvalitet.
Som regel refererer begrebet til variation i eksponering: Fotografen tager et billede ved en bestemt eksponering, et eller to ved en lysere eksponering og et eller to ved en mørkere eksponering – for senere at kunne udvælge det billede, der er bedst eksponeret. Denne slags bracketing er især anvendelig, når der er høj kontrast i motivet, og/eller optagemediet særligt følsomt (såsom diasfilm eller mange digitale kameraers CCD-sensorer). Mange professionelle kameraer og avancerede amatørkameraer kan indstilles til automatisk at tage en sådan serie af billeder – denne funktion kaldes auto bracketing.
Hvis man bruger almindelig negativfilm, skal den person eller maskine, der kopierer billedet til papir, have at vide, at der ikke skal kompenseres for de bevidst over- og undereksponerede billeder.

## Bracketing - andre former
Andre former for bracketing:
- Fokus[flertydigt link ønskes præciseret]-bracketing er anvendelig i situationer med begrænset dybdeskarphed, såsom makrofotografering. Her tager man en serie billeder med let varierede fokuspunkter og vælger bagefter det billede, hvor den ønskede del af motivet er i fokus.

- Hvidbalance-bracketing, som bruges inden for digital fotografering. Her tager man en serie billeder med forskellige hvidpunkter, hvilket ofte vil resultere i en serie billeder, der strækker sig fra rødlige til blålige nuancer.

- Blitz-bracketing er især anvendelig, når man bruger blitzen som "fill flash" til at belyse visse underbelyste områder på et i øvrigt velbelyst billede (for eksempel et ansigt i skygge på en solrig dag). Her tager man en serie billeder, hvor man varierer, hvor meget lys blitzen afgiver, og bagefter vælger det billede med den bedste sammensætning af naturligt og kunstigt lys.

## Eksempler
Eksempler på eksponering-bracketing:
- –4 stop
- –2 stop
- +2 stop
- +4 stop